# Riddarfjärden
Riddarfjärden est une baie lacustre située au centre de Stockholm. 

## Géographie
Constituant l'extrémité est du lac Mälar, elle est bordée au nord par les quartiers de Marieberg, Kungsholmen et Norrmalm, à l'est par l'île de Riddarholmen (à laquelle elle doit son nom), au sud par les îles de Södermalm et de Langholmen. Le pont Västerbron en constitue sa limite ouest, tandis que celui de Centralbron forme sa limite est. Au-delà de ce dernier débute le Stockholms ström, cours d'eau déversoir qui permet aux eaux du lac de rejoindre la mer Baltique.
Ce plan d'eau de forme rectangulaire mesure 2 700 m de longueur sur un minimum de 400 de large. 

## Qualité de l'eau
Il était dans les siècles passés connu pour être un vrai cloaque où les riverains jetaient leurs déchets, qui s'accumulaient sur la glace durant l'hiver. La qualité de l'eau a été grandement améliorée depuis, et il y a même des installations balnéaires au bord de Riddarfjärden, notamment une plage sur Langholmen.

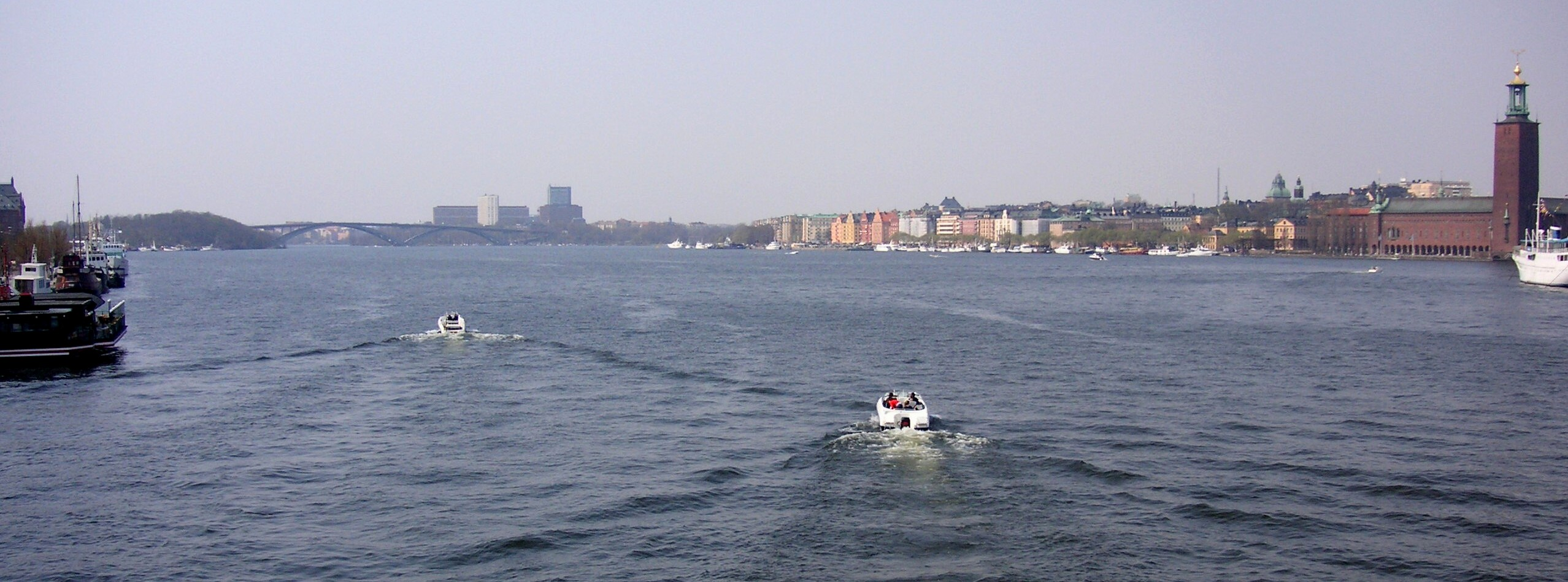
.Riddarfjärden, vu vers l'ouest avec au fond le pont Västerbron et sur l'île de Kungsholmen (à gauche) le beffroi de l'hôtel de ville de Stockholm (2006).